# ایران در ۲۰۱۸
ایران در ۲۰۱۸ گاه‌شماری از مهم‌ترین رویدادها در سال ۲۰۱۸ در کشور ایران است.

## رویدادها

### ژانویه
- اول ژانویه - با ادامه اعتراضات از سال گذشته در اعتراضات دی ۱۳۹۶ ایران، ده نفر یک شبه در خیابان‌های ایران کشته می‌شوند.[۱]
- ۴ ژانویه - خزانه داری ایالات متحده پنج نهاد مرتبط با برنامه موشک‌های بالستیک ایران را تحریم کرد.[۲]
- ۶ ژانویه - هزاران تظاهرکننده طرفدار دولت برای چهارمین روز متوالی در خیابان‌ها راهپیمایی کردند.[۳]
- ۷ ژانویه - ممنوعیت تدریس زبان انگلیسی در مدارس ابتدایی اعمال شد.[۴]
- ۳۰ ژانویه - مهدی کروبی خامنه ای را به سوءاستفاده از قدرت متهم کرد.[۵]

### فوریه
- ۱۸ - سانحه پرواز شماره ۳۷۰۴ هواپیمایی آسمان

### مه
- - ۹ مه – مجلس شورای اسلامی پس از خروج آمریکا از برجام، پرچم آمریکا آتش زدند و شعار مرگ بر آمریکا در صحن مجلس سردادند.[۶]

### سپتامبر
- ۱۸ سپتامبر - در برخورد اتوبوس مسافربری و تریلی حامل مواد قابل اشتعال در اصفهان ۲۱ نفر کشته و ۲۵ نفر دیگر زخمی شدند.[۷]

### نوامبر
- ۱۲ نوامبر سرپل ذهاب در استان کرمانشاه، شرق ایران در زمین لرزه ای به بزرگی ۶٫۳ ریشتر تخریب شد و حدود ۷۰۰ نفر زخمی شدند.[۸]
- نوامبر - کمیته حقوق بشر سازمان ملل متحد قطعنامه علیه تبعیض مستمر دولت ایران علیه زنان و محدودیت‌های آزادی بیان تصویب کرد.[۹]
- نوامبر - گروهی از کارشناسان حقوق بشر سازمان ملل متحد از جمله جاوید رحمان گزارشگر ویژه سازمان ملل در مورد وضعیت حقوق بشر در ایران و چهار کارشناس دیگر از وضعیت فرهاد میثمی که از ماه اوت اعتصاب غذا کرده بود ابراز نگرانی کردند. وی به دلیل مخالفت با حجاب اجباری در زندان است.[۱۰]

### دسامبر
- ۱ دسامبر - عفو بین‌الملل از دولت ایران خواست وضعیت و دلیل بازداشت شدگان سیاسی در این کشور را روشن کند. عفو از ملل متحد خواست تا گروه تحقیقاتی را برای یافتن حقایق جنایات علیه بشریت در ایران تشکیل دهد[۱۱]
- ۲۷ دسامبر - نیروهای امنیتی با گاز اشک آور به معلمانی که بیرون دفتر آموزش در اصفهان، تجمع کرده بودند حمله کردند. معلمان به حقوق کم خود و دستگیری همکارانشان که در زندان بودند اعتراض داشتند.[۱۲]

## ورزش

### فوتبال
لیگ برتر
آسیا

## درگذشتگان

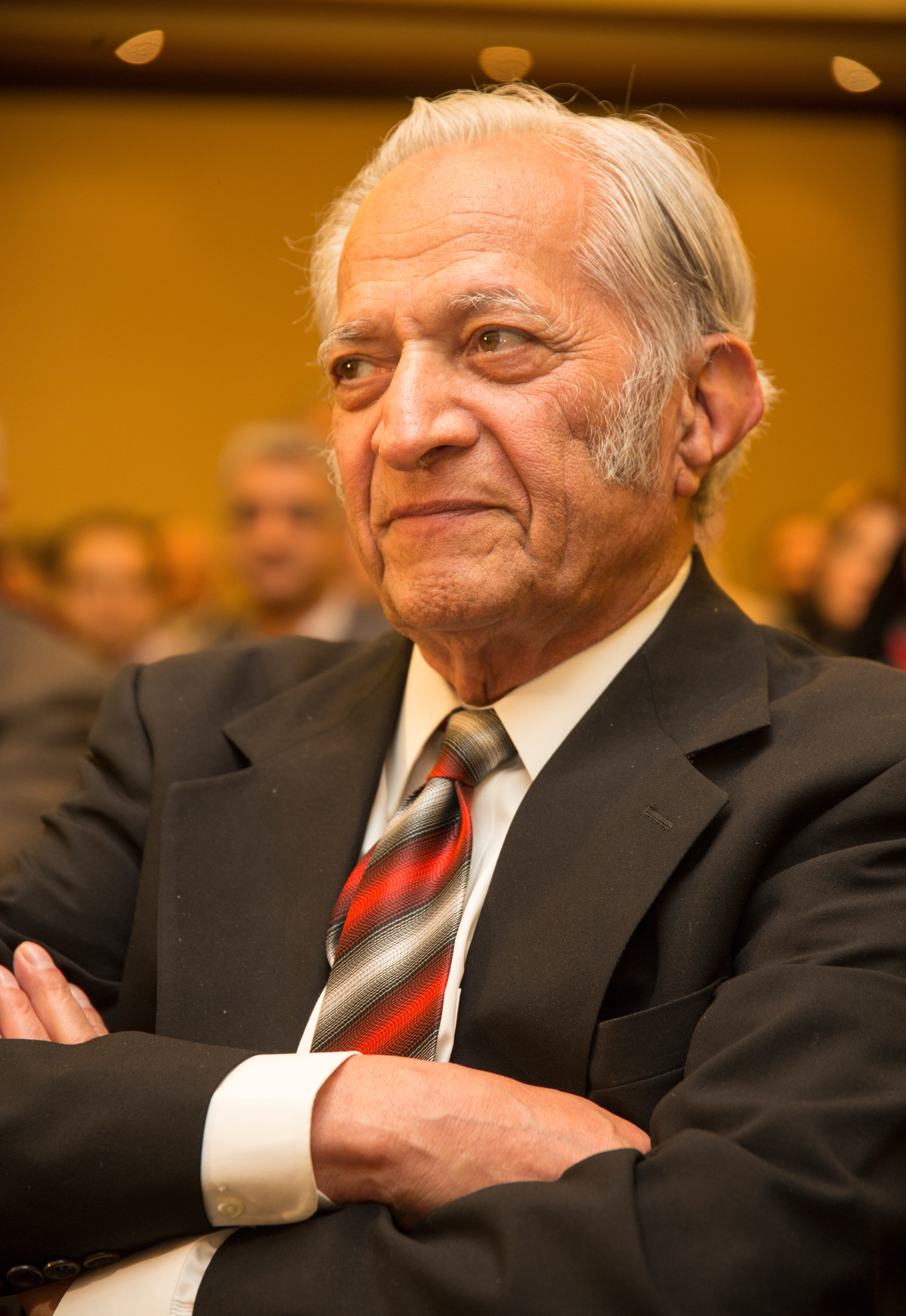
علی‌اصغر خدادوست ۱۹ اسفند ۱۳۹۶
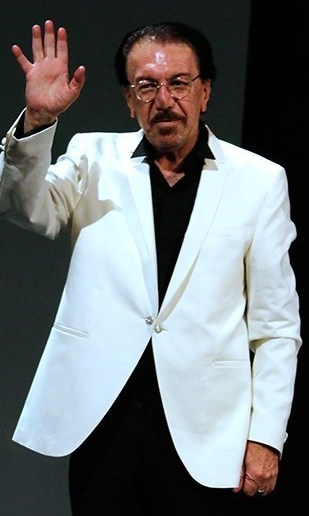
ناصر چشم‌آذر ۱۴ اردیبهشت ۱۳۹۷
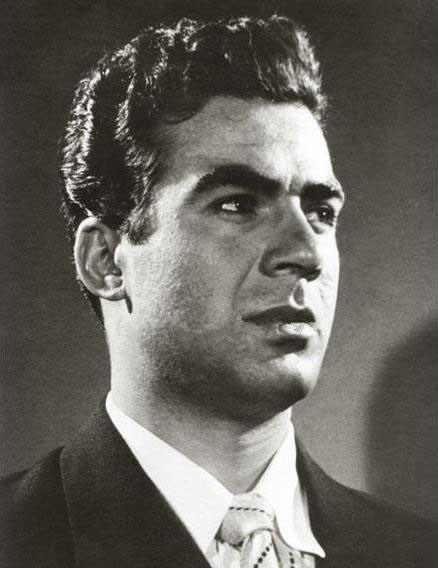
ناصر ملک‌مطیعی ۵ خرداد ۱۳۹۷
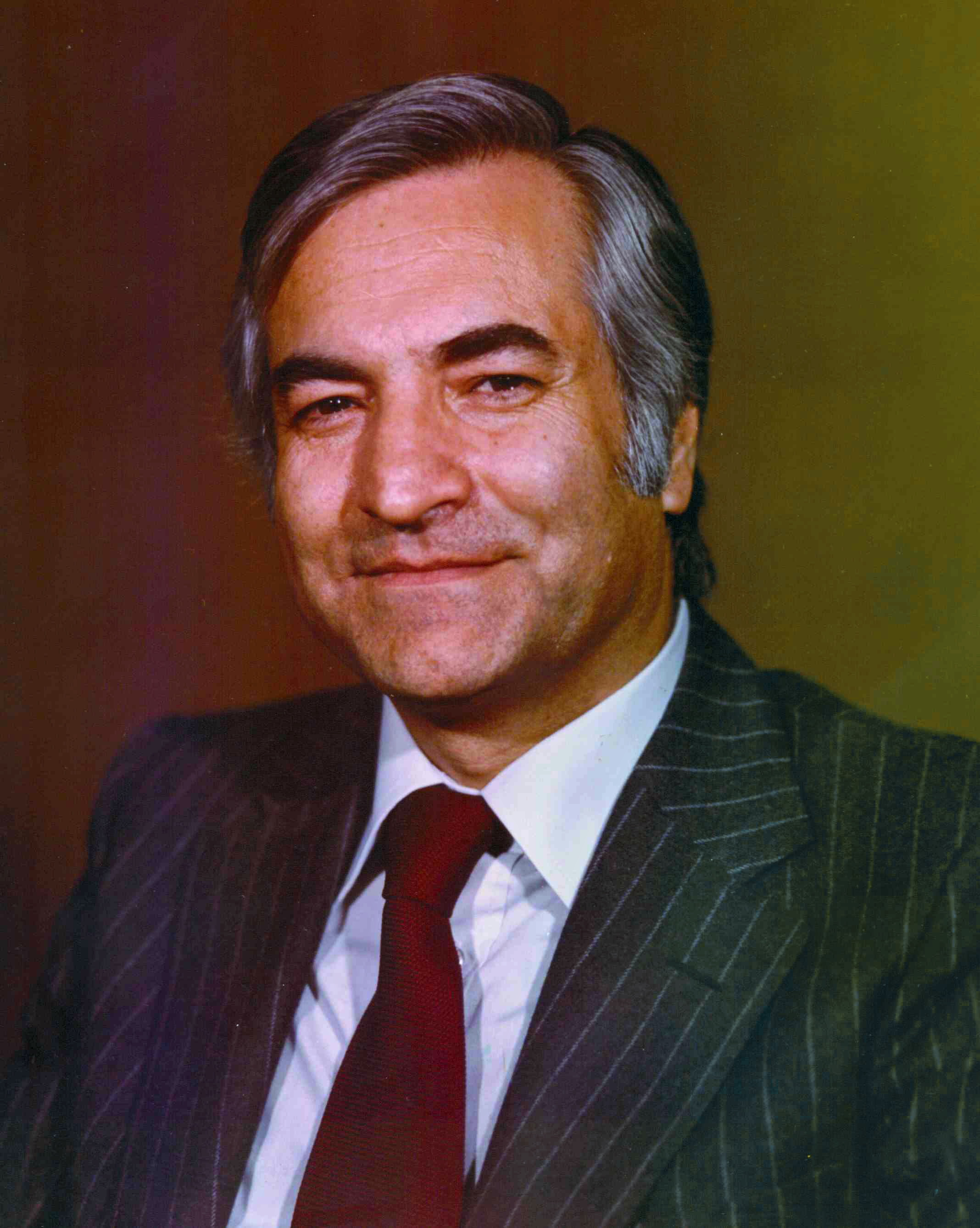
عباس امیرانتظام ۲۱ تیر ۱۳۹۷
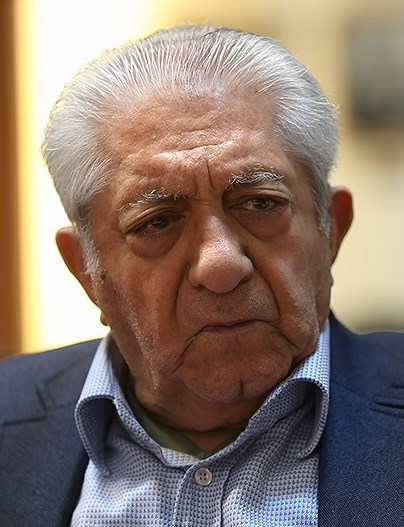
عزت‌الله انتظامی ۲۶ مرداد ۱۳۹۷
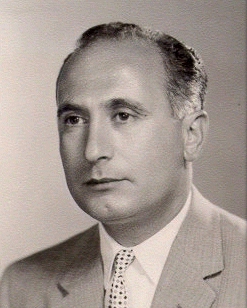
احسان یارشاطر ۱۰ شهریور ۱۳۹۷
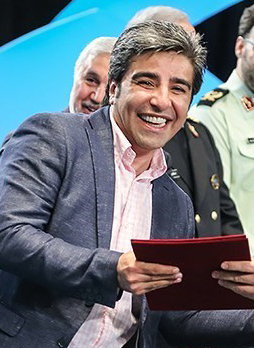
خشایار الوند
۹ اسفند ۱۳۹۷

## حاکمان
- رهبر جمهوری اسلامی ایران: سید علی خامنه‌ای
- رئیس‌جمهور ایران: حسن روحانی
- مجلس شورای اسلامی:علی لاریجانی
- قوه قضائیه جمهوری اسلامی ایران: صادق لاریجانی